# توم هورن
توم هورن (بالإنجليزية: Tom Horne)‏ هو محامي وسياسي أمريكي، ولد في 28 مارس 1945 في مونتريال في كندا. حزبياً، نشط في الحزب الجمهوري. وقد انتخب عضو مجلس نواب أريزونا.